# Torneo Clausura 2023 (Nicaragua)
El Torneo Clausura 2023 de Nicaragua fue la 100ª edición, organizada por la Asociación Nicaragüense de Clubes de Fútbol (ANCF).

## Sistema de competición
El torneo de la Liga Primera fue conformado en tres partes:
- Fase de clasificación: 10 equipos jugaron todos contra todos a dos vueltas durante 18 jornadas. Primer y segundo lugar clasificaron directamente a semifinales. Del tercero al sexto lugar disputaron repechaje.

En la etapa regular se observó el sistema de puntos. La ubicación en la tabla general está sujeta a lo siguiente:
- Por juego ganado se obtendrán tres puntos.
- Por juego empatado se obtendrá un punto.
- Por juego perdido no se otorgan puntos.

En esta fase participaron los 10 clubes de la Liga Primera jugando en cada torneo todos contra todos durante las 18 jornadas respectivas, a visita recíproca.
- Repechaje: Se jugó a un solo partido de acuerdo a las posiciones de la Etapa Regular: 3.º vs 6.º y 4.º vs 5.º, siendo locales los equipos ubicados en el Tercer y Cuarto puesto. El ganador de cada partido avanzó a Semifinales, en caso de empate los equipos locales obtienen el pase.
- Fase final: Se jugó a visitas recíprocas (ida y vuelta). El clasificado se definió de acuerdo al marcador global de la serie.

## Equipos participantes
| Equipo               | Ciudad    | Estadio                        | Aforo  |
| -------------------- | --------- | ------------------------------ | ------ |
| UNAN Managua         | Managua   | Estadio Nacional               | 15,000 |
| H&H Export Sébaco    | Matagalpa | Municipal Matagalpa            | 5,000  |
| Matagalpa FC         | Matagalpa | Municipal Carlos Fonseca       | 2,200  |
| Diriangén F.C        | Diriamba  | Cacique Diriangén              | 8,000  |
| Juventus de Managua  | Masaya    | Estadio Arnoldo y Matty Chávez | 5,000  |
| Managua F.C          | Managua   | Estadio Nacional               | 15,000 |
| Deportivo Ocotal     | Ocotal    | Roy Fernando Bermúdez          | 4,000  |
| ART Municipal Jalapa | Jalapa    | Alejandro Ramos                | 2,000  |
| Real Estelí F.C      | Estelí    | Independencia                  | 5,000  |
| C.D Walter Ferretti  | Managua   | Estadio Nacional               | 15,000 |

## Tabla de posiciones
| Pos. | Equipo             | Pts. | PJ | G  | E | P  | GF | GC | Dif. |  |
| ---- | ------------------ | ---- | -- | -- | - | -- | -- | -- | ---- |  |
| 1    | Diriangén F.C      | 39   | 18 | 12 | 3 | 3  | 36 | 19 | +17  |  |
| 2    | Real Estelí F.C    | 35   | 18 | 10 | 5 | 3  | 37 | 19 | +18  |  |
| 3    | Managua F.C        | 29   | 18 | 8  | 5 | 5  | 26 | 23 | +3   |  |
| 4    | C.D Walter Ferreti | 26   | 18 | 7  | 5 | 6  | 26 | 24 | +2   |  |
| 5    | Matagalpa FC       | 25   | 18 | 7  | 4 | 7  | 19 | 19 | 0    |  |
| 6    | Deportivo Ocotal   | 24   | 18 | 7  | 3 | 8  | 24 | 24 | 0    |  |
| 7    | UNAN Managua       | 20   | 18 | 5  | 5 | 8  | 24 | 25 | −1   |  |
| 8    | ART Jalapa         | 19   | 18 | 5  | 4 | 9  | 21 | 30 | −9   |  |
| 9    | H&H Export Sébaco  | 19   | 18 | 5  | 4 | 9  | 21 | 32 | −11  |  |
| 10   | Juventus Managua   | 13   | 18 | 3  | 4 | 11 | 19 | 38 | −19  |  |

Actualizado a los partidos jugados el 24 de abril de 2023.
 Fuente: Liga Primera
|  | Clasifica a semifinales |
|  | Clasifica a repechaje   |

## Tabla Acumulada
| Pos. | Equipo             | Pts. | PJ | G  | E  | P  | GF | GC | Dif. | Clasificación          |
| ---- | ------------------ | ---- | -- | -- | -- | -- | -- | -- | ---- | ---------------------- |
| 1    | Diriangén F.C      | 77   | 36 | 23 | 8  | 5  | 70 | 33 | +37  | Copa Centroamericana   |
| 2    | Real Estelí F.C    | 73   | 36 | 21 | 10 | 5  | 72 | 30 | +42  | Copa Centroamericana   |
| 3    | C.D Walter Ferreti | 58   | 36 | 17 | 7  | 12 | 49 | 43 | +6   |                        |
| 4    | Managua F.C        | 53   | 36 | 15 | 8  | 13 | 54 | 44 | +10  |                        |
| 5    | H&H Export Sébaco  | 49   | 36 | 13 | 10 | 13 | 42 | 45 | −3   |                        |
| 6    | ART Jalapa         | 40   | 36 | 10 | 10 | 16 | 40 | 58 | −18  |                        |
| 7    | Deportivo Ocotal   | 40   | 36 | 11 | 7  | 18 | 45 | 67 | −22  |                        |
| 8    | Matagalpa FC       | 37   | 36 | 10 | 7  | 19 | 36 | 57 | −21  |                        |
| 9    | UNAN Managua       | 36   | 36 | 9  | 9  | 18 | 49 | 63 | −14  | Repechaje del Descenso |
| 10   | Juventus Managua   | 35   | 36 | 9  | 8  | 19 | 51 | 66 | −15  | Segunda División       |

Actualizado a los partidos jugados el 24 de abril de 2023.
 Fuente: liga primera
Notas:
1. ↑  Campeón del Torneo Apertura 2022 y del Torneo Clausura 2023.

## Repechaje
| 26 de abril de 2023 | Managua F.C                                    | 3:1 (1:1) | Deportivo Ocotal | Estadio Nacional, Managua |  |
| 19:00               | B. Calabrese 26' · H. Niño 48' · D. García 69' | Reporte   | Arenas 7'        |                           |  |

| 27 de abril de 2023 | C.D Walter Ferreti | 1:1 (1:1) (8:9 p.) | Matagalpa FC                   | Estadio Nacional, Managua |  |
| 19:00               | Ugalde 40'         | Reporte            | Rafael Henrique de Almeida 25' |                           |  |

## Fase final

### Semifinales

#### Primera vuelta
| 30 de abril de 2023 | Matagalpa F.C | 0:2 (0:1) | Diriangén F.C                   | Estadio Carlos Fonseca, Matagalpa |  |
|                     |               | Reporte   | Torres 39' · Coronel 52' (pen.) |                                   |  |

| 30 de abril de 2023 | Managua F.C | 0:1 (0:1) | Real Estelí F.C | Estadio Nacional, Managua |  |
|                     |             | Reporte   | Barrera 23'     |                           |  |

#### Segunda vuelta
| 6 de mayo de 2023 | Diriangén F.C                         | 3:0 (1:0) (Global 5:0) | Matagalpa F.C | Estadio Cacique Diriangén, Diriamba |  |
| 19:00             | Arteaga 10' · Torres 61' · Forbes 83' | Reporte                |               |                                     |  |

| 7 de mayo de 2023 | Real Estelí F.C          | 2:3 (1:1); (2:3) (t. s.)(4:3 p.)(Global 3:3) | Managua F.C                                   | Estadio Independencia, Estelí |  |
| 19:00             | Barrera 19' · Edson 113' | Reporte                                      | José Martínez 11' · Guarch 79' · Kashani 117' |                               |  |

### Final

#### Primera vuelta
| 14 de mayo de 2023, 19:00 | Real Estelí F.C | 0:0     | Diriangén F.C | Estadio Independencia, Estelí |                          |
|                           |                 | Reporte |               | Árbitro(s): Willer López      | Árbitro(s): Willer López |

#### Segunda vuelta
| 21 de mayo de 2023, 21:00 | Diriangén F.C | 0:3 (0:1) | Real Estelí FC                  | Estadio Cacique Diriangén, Diriamba |                             |
|                           |               | Reporte   | 40', 90+3' Medina · 49' Bonilla | Árbitro(s): Ricardo Mendoza         | Árbitro(s): Ricardo Mendoza |

| Bandera del departamento de Estelí |
| Campeón Real Estelí F.C            |
| 20.° título                        |